# Hyphozyma lignicola
Hyphozyma lignicola är en svampart som beskrevs av L.J. Hutchison, Sigler & Y. Hirats. 1993. Hyphozyma lignicola ingår i släktet Hyphozyma, klassen Leotiomycetes, divisionen sporsäcksvampar och riket svampar.   Inga underarter finns listade i Catalogue of Life.